# Montecastrilli
Montecastrilli é uma comuna italiana da região da Umbria, província de Terni, com cerca de 4.601 habitantes. Estende-se por uma área de 62 km², tendo uma densidade populacional de 74 hab/km². Faz fronteira com Acquasparta, Amelia, Avigliano Umbro, Guardea, Narni, San Gemini, Terni.

## Demografia
| Variação demográfica do município entre 1861 e 2011                               |
|                                                                                   |
| Fonte: Istituto Nazionale di Statistica (ISTAT) - Elaboração gráfica da Wikipedia |